# Гундерсгайм
Гундерсгайм (нім. Gundersheim) — громада в Німеччині, розташована в землі Рейнланд-Пфальц. Входить до складу району Альцай-Вормс. Складова частина об'єднання громад Воннегау.
Площа — 8,64 км2. Населення становить 1575 ос. (станом на 31 грудня 2020).